# Kasteel van Montfort (Dordogne)

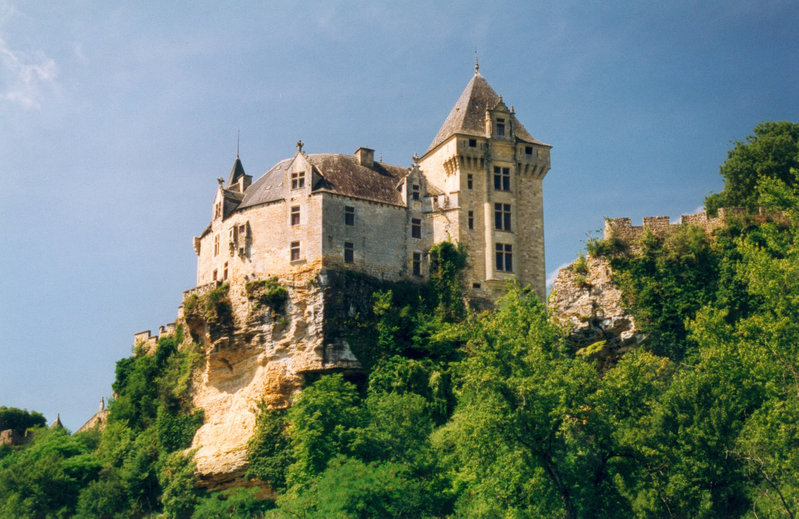
Het Kasteel van Montfort

Het Kasteel van Montfort (Frans: Château de Montfort) is een middeleeuws kasteel in Vitrac, in het Franse departement Dordogne in de regio Aquitanië.

## Korte geschiedenis
Het kasteel werd gebouwd op een rots aan de Dordogne in de Périgord Noir, nu een toeristisch gebied. In het begin van de 13e eeuw was het kasteel in bezit van de Kathaarse Bernard de Casnac en in 1214 werd het kasteel door Simon IV van Montfort verwoest. Hij veroverde ook het Kasteel van Castelnaud, een ander kasteel van de Casnac, waar hij een garnizoen installeerde. De Casnac heroverde het Kasteel van Castelnaud en liet het volledige garnizoen ophangen. In 1215 heroverde de Montfort het kasteel weer, waarbij ook hij de volledige kasteelbezetting liet terechtstellen en het kasteel verwoestte. Later werd het Kasteel van Montfort nog verscheidene malen verwoest en weer opgebouwd, onder ander tijdens de Honderdjarige Oorlog, onder Lodewijk XI van Frankrijk en in 1606 door Hendrik IV van Frankrijk.
De huidige gebouwen dateren van de 14e en 16e eeuw en werden in de 19e eeuw gerestaureerd. De Franse schrijver Jean Galmot kocht het kasteel in 1919. Later werd het kasteel verkocht aan een sjeik uit Saoedi-Arabië, tot onvrede van de lokale bevolking omdat deze niemand in zijn kasteel toelaat.
De legende gaat dat de dochter van Bernard de Casnac, die tijdens de verwoesting door Simon van Montfort levend zou zijn verbrand, nog steeds in het kasteel rondwaart.